# Адаптивная радиация
Адапти́вная радиа́ция — адаптация родственных групп организмов к систематическим нерезким однонаправленным изменениям условий окружающей среды.
Адаптивная радиация представляет собой процесс, при котором биологические организмы, происходящие из одного вида, дифференцируются, образуя множество новых форм, особенно в том случае, когда в результате изменения среды обитания оказываются доступными новые виды пищи, возникают новые препятствия для жизни организмов или открываются новые экологические ниши. Этот процесс, начинаясь с одного ближайшего общего предка, приводит к образованию и фенотипической адаптации целого ряда новых видов, обладающих различными морфологическими и физиологическими характеристиками.
Концепцию адаптивной радиации, которая развивала идею Ч. Дарвина о дивергенции, независимо сформулировали В. О. Ковалевский (1875) и Г. Осборн (1915).

## Признаки
Адаптивную радиацию можно распознать по четырём признакам:
1. Наличие общего предка у рассматриваемых видов, в особенности, в недавнем прошлом. Заметим, что адаптивная радиация — это не то же самое, что монофилия, в которую включаются все потомки соответствующего общего предка.
2. Соответствие между фенотипом и средой обитания: значительная связь между средой обитания и морфологическими и физиологическими характеристиками видов, которые используются для жизни в этой среде.
3. Полезность этих характеристик: их преимущество для продуктивности и приспосабливаемости видов в соответствующей среде обитания.
4. Быстрота образования видов: наличие одного или нескольких резких прорывов в процессе возникновения новых видов в то время, когда наблюдается экологическая или фенотипическая дивергенция.